# Liste der Stolpersteine in Kerpen
Die Liste der Stolpersteine in Kerpen führt die vom Künstler Gunter Demnig verlegten Stolpersteine in Kerpen auf.
Die Liste der Stolpersteine beruht auf den Daten des Gedenkbuches für die Opfer der Verfolgung der Juden unter der nationalsozialistischen Gewaltherrschaft in Deutschland 1933–1945, zum Teil ergänzt um Informationen und Anmerkungen aus Wikipedia-Artikeln und externen Quellen.
Ziel des Kunstprojektes ist es, biografische Details zu den Personen, die ihren (letzten) freiwillig gewählten Wohnsitz in Kerpen hatten, zu dokumentieren, um damit ihr Andenken zu bewahren.
Anmerkung: Vielfach ist es jedoch nicht mehr möglich, eine lückenlose Darstellung ihres Lebens und ihres Leidensweges nachzuvollziehen. Insbesondere die Umstände ihres Todes können vielfach nicht mehr recherchiert werden. Offizielle Todesfallanzeigen aus den Ghettos, Haft-, Krankenanstalten sowie den Konzentrationslagern können oft Angaben enthalten, die die wahren Umstände des Todes verschleiern, werden aber unter der Beachtung dieses Umstandes mitdokumentiert.
| Bild | Name sowie Details zur Inschrift                                                                                        | Adresse                                     | Zusätzliche Informationen |
| --- | --- | ------------------------------------------- | --- |
| Stolperstein für Elisabeth Roer | Hier wohnte Elisabeth Roer, geb. Leiser (Jahrgang 1890) Deportiert 1941 Lodz / Litzmannstadt Ermordet                   | Hahnenstraße 49 (Standort)                  | Der am 8. Juni 2017 verlegte Stolperstein erinnert an Elisabeth Roer (geborene Leiser), geboren am 3. September 1890 in Kerpen. 1914 heiratete sie den Pumpenmacher Carl Roer. Das Ehepaar hatte zwei Söhne Hermann (geboren 1915) und Fritz (geboren 1920). Carl Roer war Mitglied des Kerpener Gemeinderates und leitete mit einer Frau gemeinsam ein Radio- und Installationsgeschäft in Kerpen. Nach dem Unfalltod von Carl Roer 1928 übernahm Elisabeth die Geschäftsführung. 1939 wurde Elisabeth und ihre Söhne von der NSDAP gezwungen, das Wohnhaus in Kerpen zu verlassen. Die Familie wohnte bis zu ihrer Deportation am 30. Oktober 1941 in das Ghetto Litzmannstadt in Köln. Hier lebte sie am Altmarkt 11/13. Im Ghetto Litzmannstadt verliert sich ihre Spur. |
| Stolperstein für Fritz Roer | Hier wohnte Fritz Roer, (Jahrgang 1920) Deportiert 1941 Lodz / Litzmannstadt 1943 Auschwitz 1945 Lager Liebenau Befreit | Hahnenstraße 49 (Standort)                  | Der am 8. Juni 2017 verlegte Stolperstein erinnert an Fritz Roer, geboren am 2. November 1920 in Kerpen. Der 18-jährige Fritz wurde gemeinsam mit seiner Mutter Elisabeth und seinem älteren Bruder Hermann zu Beginn des Zweiten Weltkrieges gezwungen, das Wohnhaus in Kerpen zu verlassen. Die Familie zog nach Köln, von wo sie am 30. Oktober 1941 in das Ghetto Litzmannstadt deportiert wurde. 1943 wurde er von Litzmannstadt in das Vernichtungslager Auschwitz deportiert. Nach der Räumung des Lager Auschwitz wurde er 1945 im Zwangsarbeiterlager Graz-Liebenau befreit. Fritz Roer kehrte als einziger Überlebender seiner Familie nach Kerpen zurück, wo er bei einer antifaschistisch eingestellten Familie aufgenommen wurde. Im Jahr 1949 wanderte er in die Vereinigten Staaten aus. Bis zu seinem Tod am 2. März 2010 lebte er mit seiner Frau Sarah in Seattle. Sein Sohn Gregory schickte zur Verlegung der Stolpersteine für die Familie Roer eine Grußbotschaft. |
| Stolperstein für Hermann Roer | Hier wohnte Hermann Roer, (Jahrgang 1915) Deportiert 1941 Lodz / Litzmannstadt 1945 Mittelbau-Dora Ermordet März 1945   | Hahnenstraße 49 (Standort)                  | Der am 8. Juni 2017 verlegte Stolperstein erinnert an Hermann Roer, geboren am 16. November 1915. Der Elektriker und Maschinenbauer Hermann Roer wurde zu Beginn des Zweiten Weltkrieges aus dem elterlichen Wohnhaus in Kerpen vertrieben. Zwei Jahre wohnte er mit seiner Mutter und seinem Bruder in Köln, bis die Familie am 30. Oktober 1941 in das Ghetto Litzmannstadt deportiert wurde. Am Tag vor der Deportation heiratete er seine Verlobte Edith Frank. Das Ehepaar sah sich nie wieder, da Edith Roer, geb. Frank 1942 ebenfalls nach Litzmannstadt verschleppt wurde und im Ghetto starb. Hermann Roer wurde 1945 in das Konzentrationslager Dora-Mittelbau deportiert (Häftlingsnummer 108118) und starb im März 1945 in der Außenstelle des KZs, in der Boelcke-Kaserne in Nordhausen. |
| Bild gesucht Die Wikipedia wünscht sich an dieser Stelle ein Bild vom hier behandelten Ort. Falls du dabei helfen möchtest, erklärt die Anleitung , wie das geht. BW | Hier wohnte Sigmund Brünell, (Jahrgang 1878)                                                                            | Bergstraße 7 heute Eulenstraße 9 (Standort) | Der am 8. Juni 2017 verlegte Stolperstein erinnert an Sigmund Vitezslav Brünell, geboren am 14. Juni 1878 in Kerpen. Sigmund Brünell war in Kerpen als Viehhändler tätig. Am 22. Juni 1922 heiratete er in Kreuzau Emma Roer. Das Ehepaar hatte 5 Kinder. Nachdem Sigmund und Emma Brünell gezwungen wurden, die Wohnung in Kerpen zu verlassen, lebten sie in Köln im Ghettohaus in der Cäcilienstraße 18–22. Von hier wurden sie am 27. Juli 1942 (Transportnr. 657) nach Theresienstadt deportiert. Hier wurde er im Gebäude L609 in der Wallstraße interniert. Am 21. Januar 1942 starb Sigmund Brünell in Theresienstadt. Ende 2017 wurden die Steine vorübergehend sichergestellt, damit sie bei anstehenden Baumaßnahmen nicht beschädigt werden. |
| Bild gesucht Die Wikipedia wünscht sich an dieser Stelle ein Bild vom hier behandelten Ort. Falls du dabei helfen möchtest, erklärt die Anleitung , wie das geht. BW | Hier wohnte Emma Brünell, geb. Roer (Jahrgang 1885)                                                                     | Bergstraße 7 heute Eulenstraße 9 (Standort) | Der am 8. Juni 2017 verlegte Stolperstein erinnert an Emma Brünell (geborene Roer), geboren am 2. Dezember 1885 in Kreuzau. Am 22. Juni 1922 heiratete sie den Kerpenener Viehhändler Sigmund Brünell. Gemeinsam mit ihrem Ehemann wurde sie aus Kerpen zunächst nach Köln in ein Ghettohaus in der Cäcilienstraße verschleppt. Am 27. Juli 1942 wurde sie gemeinsam mit ihrem Mann mit dem letzten großen Transport (III/2) älterer Menschen ins Ghetto Theresienstadt deportiert. Von hier aus wurde sie am 15. Mai 1944 mit dem Transport DZ (Transportnummer 841) in das Vernichtungslager Auschwitz transportiert. Hier verliert sich ihre Spur. Ende 2017 wurden die Steine vorübergehend sichergestellt, damit sie bei anstehenden Baumaßnahmen nicht beschädigt werden. |
| Bild gesucht Die Wikipedia wünscht sich an dieser Stelle ein Bild vom hier behandelten Ort. Falls du dabei helfen möchtest, erklärt die Anleitung , wie das geht. BW | Hier wohnte Karl Brünell, (Jahrgang 1891)                                                                               | Bergstraße 7 heute Eulenstraße 9 (Standort) | Der am 8. Juni 2017 verlegte Stolperstein erinnert an Karl Brünell, (auch Carl Brünell) geboren am 14. Juni 1891 in Kerpen. Der Viehhändler Karl Brünell heiratete 1923 Rosa(lie) Rothschild aus Büllingen. Das Ehepaar hatte zwei Söhne, Egon (geb. 1925) und Berthold (1930). Karl Brünell war Repräsentant der Synagogengemeinde und Ehrenmitglied der St. Sebastianus Bruderschaft. Während seiner Ehefrau und seinen Söhnen 1939 die Flucht nach Amerika gelang, wurde Karl Brünell die Ausreise verweigert, weil er versucht hatte, seiner Cousine bei der illegalen Ausreise behilflich zu sein. Bis zu seiner Deportation in das Ghetto Theresienstadt lebte Karl Brünell in Bonn. In Theresienstadt verliert sich seine Spur. Ende 2017 wurden die Steine vorübergehend sichergestellt, damit sie bei anstehenden Baumaßnahmen nicht beschädigt werden. |
| Bild gesucht Die Wikipedia wünscht sich an dieser Stelle ein Bild vom hier behandelten Ort. Falls du dabei helfen möchtest, erklärt die Anleitung , wie das geht. BW | Hier wohnte Rosa Brünell, geb. Rothschild (Jahrgang )                                                                   | Bergstraße 7 heute Eulenstraße 9 (Standort) | Der am 8. Juni 2017 verlegte Stolperstein erinnert an Rosa Brünell (geborene Rothschild). Die in Büllingen geborene Rosalie Rothschild heiratete 1923 den Kerpener Viehhändler Karl Brünell. 1925 und 1930 wurden ihre Söhne Egon und Berthold geboren. Kurz vor dem Ausbruch des Zweiten Weltkrieges konnte Rosa Brünell mit ihren Söhnen nach Amerika flüchten. Hier lebten sie in New York. Ende 2017 wurden die Steine vorübergehend sichergestellt, damit sie bei anstehenden Baumaßnahmen nicht beschädigt werden. |
| Bild gesucht Die Wikipedia wünscht sich an dieser Stelle ein Bild vom hier behandelten Ort. Falls du dabei helfen möchtest, erklärt die Anleitung , wie das geht. BW | Hier wohnte Egon Brünell (Jahrgang 1925)                                                                                | Bergstraße 7 heute Eulenstraße 9 (Standort) | Der am 8. Juni 2017 verlegte Stolperstein erinnert an Egon Brünell, geboren 1925. Der 14-jährige Sohn von Rosa und Karl Brünell flüchtete im Sommer 1939 mit seiner Mutter und seinem jüngeren Bruder nach New York und überlebte so den Holocaust, während seinem Vater die Ausreise untersagt wurde. Ende 2017 wurden die Steine vorübergehend sichergestellt, damit sie bei anstehenden Baumaßnahmen nicht beschädigt werden. |
| Bild gesucht Die Wikipedia wünscht sich an dieser Stelle ein Bild vom hier behandelten Ort. Falls du dabei helfen möchtest, erklärt die Anleitung , wie das geht. BW | Hier wohnte Berthold Brünell (Jahrgang 1930)                                                                            | Bergstraße 7 heute Eulenstraße 9 (Standort) | Der am 8. Juni 2017 verlegte Stolperstein erinnert an Berthold Brünell, geboren 1930. Der neunjährige Sohn von Rosa und Karl Brünell flüchtete im Sommer 1939 mit seiner Mutter und seinem älteren Bruder nach Amerika und überlebte so den Holocaust. Auf Initiative des Sohnes von Berthold Brünell, Craig Brünell, wurden im Juni 2017 die Stolpersteine in der Eulenstraße verlegt. Ende 2017 wurden die Steine vorübergehend sichergestellt, damit sie bei anstehenden Baumaßnahmen nicht beschädigt werden. |
| Bild gesucht Die Wikipedia wünscht sich an dieser Stelle ein Bild vom hier behandelten Ort. Falls du dabei helfen möchtest, erklärt die Anleitung , wie das geht. BW | Hier wohnte Julius Brünell (Jahrgang 1897)                                                                              | Bergstraße 7 heute Eulenstraße 9 (Standort) | Der am 8. Juni 2017 verlegte Stolperstein erinnert an Julius Brünell, geboren 1897. Der Bruder von Sigmund Brünell flüchtete mit seiner Frau und fünf Kindern 1939 nach Köln und überlebte in einem Versteck den Holocaust. Ende 2017 wurden die Steine vorübergehend sichergestellt, damit sie bei anstehenden Baumaßnahmen nicht beschädigt werden. |